# Alpiderna

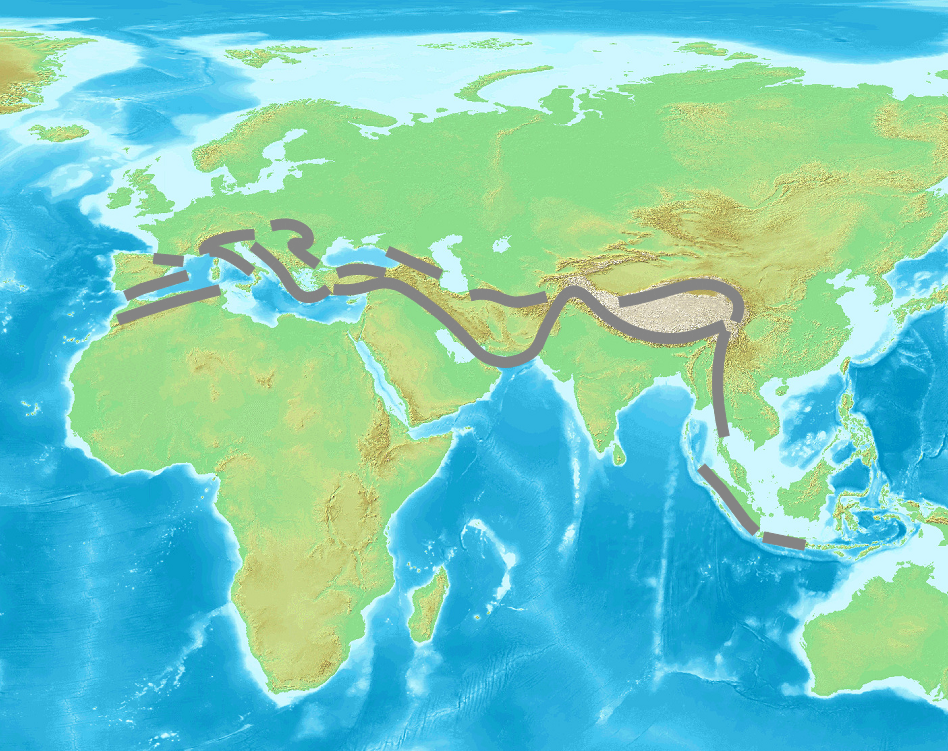
Ungefärlig utbredning av Alpiderna

Alpiderna, eller Alpina bergskedjebältet, är det bälte av bergskedjor som går huvudsakligen längs Eurasiska kontinentalplattans södra kant, från Atlanten via bland annat Alperna och Himalaya till Sydostasien. I detta bälte uppstår omkring 17 procent av de kraftigaste jordbävningarna i världen.
Namnet Alpiderna myntades av den österrikiske geologen och paleontologen Eduard Suess.
Till Alpiderna räknas bland annat följande bergskedjor, i ungefärlig väst-östlig ordning:

- Atlasbergen
- Rifbergen
- Betiska kordiljäran
- Pyrenéerna
- Alperna
- Apenninerna
- Dinariderna
- Pindosbergen
- Balkanbergen
- Karpaterna
- Rodopibergen
- Taurusbergen
- Pontiska bergen
- Kaukasus
- Zagros
- Elburz
- Jabal al-Hajar
- Sulaimanbergen
- Hindukush
- Karakoram
- Himalaya
- Sundabågen

Alla är dock inte överens om huruvida Sundabågen egentligen ska räknas som en del av Alpiderna.

## Alpina orogenesen
Uppkomsten av dessa bergskedjor, den så kallade alpina orogenesen, eller ibland den "alpidiska orogenesen", startade under paleogen för ungefär 65 miljoner år sedan och pågår ännu idag. Den orsakas av att den afrikanska, den arabiska och den indoaustraliska kontinentalplattan, som alla är på väg norrut, kolliderar med den eurasiska kontinentalplattan.
Ibland avses dock med den "alpina orogenesen" ett snävare område begränsat till södra Europa och norra Afrika. För hela bältet kan man då istället tala om den "alpidiska orogenesen" eller refererar man till bergskedjebältet ifråga som "Alperna–Himalaya-bältet", eventuellt med tillägg av Indonesien med tanke bältets sydostligaste delar.